# Loch Bruicheach
Loch Bruicheach är en sjö i Storbritannien.   Den ligger i kommunen Highland och riksdelen Skottland, i den norra delen av landet, 700 km norr om huvudstaden London. Loch Bruicheach ligger 288 meter över havet. Arean är 0,67 kvadratkilometer. Omgivningarna runt Loch Bruicheach är i huvudsak ett öppet busklandskap. Den sträcker sig 0,8 kilometer i nord-sydlig riktning, och 1,6 kilometer i öst-västlig riktning.